# Percolater
Percolater è il quarto album in studio della band pop punk/melodic hardcore punk ALL, pubblicato nel 1992 dalla Cruz Records.

## Tracce
1. Charligan – 1:30
2. Nothin' – 1:57
3. Dot – 2:01
4. Nobody's – 3:57
5. Wonder – 1:37
6. Minute – 1:27
7. Birds – 2:46
8. Empty – 3:15
9. Mo. 63 – 1:45
10. Egg Timer – 2:52
11. Gnugear (HOT) – 1:06
12. Hotplate – 4:04
13. Hey Bug – 0:38
14. Breathe – 3:53

## Formazione
- Scott Reynolds – voce
- Bill Stevenson – batteria
- Karl Alvarez – basso, voce
- Stephen Egerton – chitarra